# Ludologia
La ludologia és el corrent d'estudi que s'encarrega del plaer estètic i lúdic dels videojocs deixant de banda els seus components estructurals i formals (com els narratius o els audiovisuals). Es tracta d'un camp en desenvolupament, i se centra en l'estudi dels jocs. La seva etimologia és una fusió del llatí ludus (joc) i del grec logos (coneixement racional).
Entenem com a videojoc la combinació de les formes de representació audiovisual i la vessant cultural del joc. Aquest es compon de múltiples elements gràfics, visuals, narratius, que es relacionen amb una proposta lúdica i participativa, de manera que l'experiència audiovisual es barreja amb un component lúdic i interactiu d'una forma específica i diferent de la d'altres formes audiovisuals com el cinema o la televisió. En aquest sentit, els videojocs, en els seus diferents formats i propostes, representen l'emergència d'un nou model de consum i una forma cada vegada més present en la nostra societat d'ocupar el temps lliure.
La ludologia analitza principalment la interacció entre el joc i els jugadors des del punt de vista de les ciències socials, la informàtica i les humanitats. Al voltant de 1997 comencen a desenvolupar-se els estudis ludològics enfocats directament sobre els videojocs, camp en el qual són dignes d'esment estudiosos com Espen Aarseth, Jesper Juul i Gonzalo Frasca, qui va encunyar el terme ludologia en el seu treball Ludology Meets Narratology: Similitude and differences between (video)games and narrative. A part de l'estudi dels videojocs (o 'jocs d'ordinador', com es prefereix de vegades), la ludologia també ha estat entesa des d'un punt de vista pediàtric, pedagògic (en països com Mèxic i Cuba) i neurològic.